# Ананас (рід)
Ананас (рід) — рід рослин родини бромелієвих.  Його батьківщиною є Південна Америка. Рід містить Ananas comosus, ананас. 

## Види
1. Ananas ananassoides (Baker) L.B.Sm.
2. Ananas bracteatus (Lindley) Schult. & Schult.f.
3. Ananas comosus (L.) Merr. — ананас посівний, або звичайний
4. Ananas erectifolius L.B.Sm.
5. Ananas lucidus (Aiton) Schult. & Schult.f.
6. Ananas macrodontes E.Morren
7. Ananas parguazensis Camargo & L.B.Sm.

## Галерея

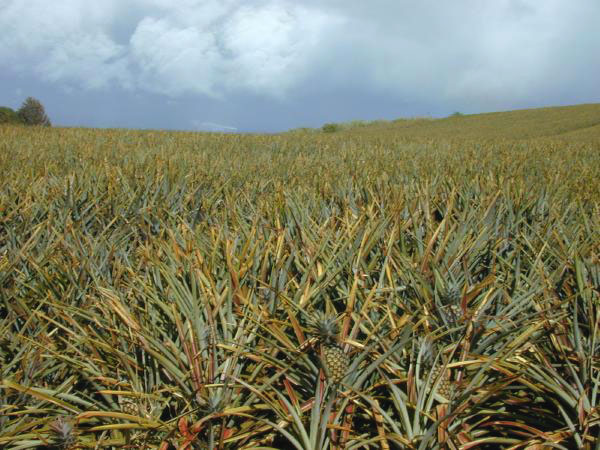
Плантація ананасів
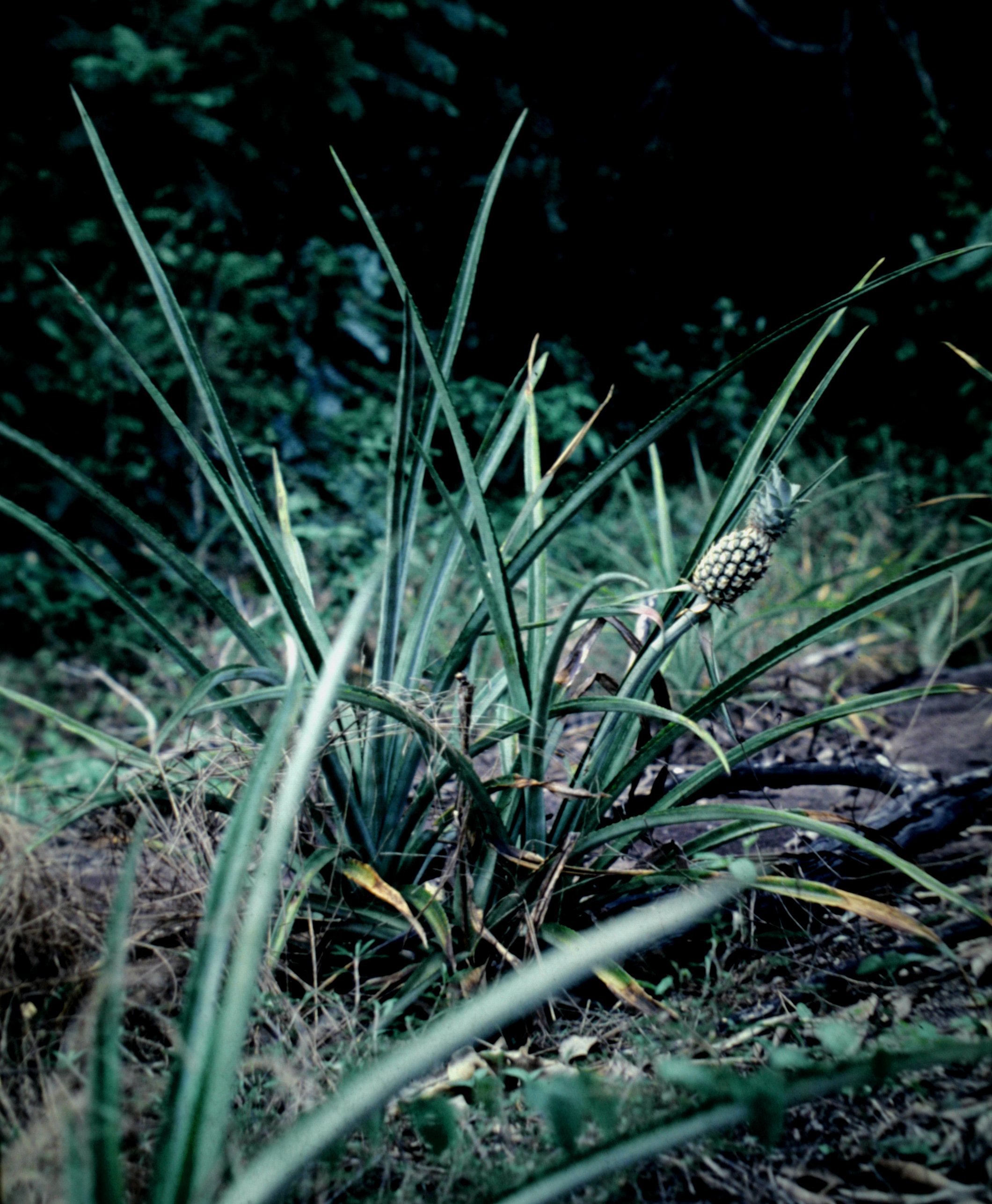
Ananas comosus мешкає в Суринамі
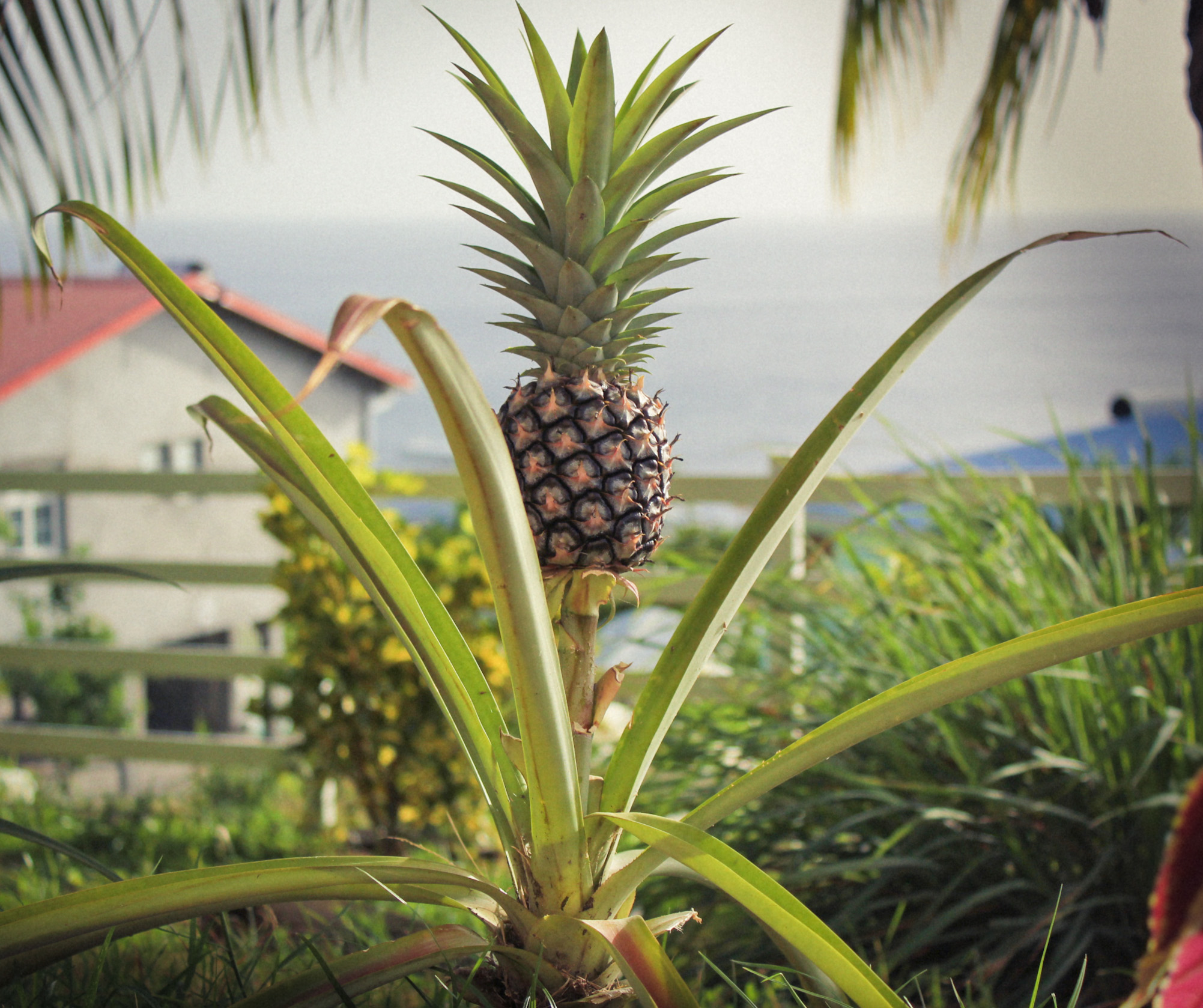
Ананас в саду на Мартиніці (Карибське море)